# Хамилтон (Монтана)
Хамилтон (енгл. Hamilton) град је у америчкој савезној држави Монтана.

## Демографија
По попису из 2010. године број становника је 4.348, што је 643 (17,4%) становника више него 2000. године.
| Група             | 2000.         | 2010.         |
| Белци             | 3.523 (95,1%) | 4.029 (92,7%) |
| Афроамериканци    | 4 (0,1%)      | 12 (0,3%)     |
| Азијати           | 29 (0,8%)     | 60 (1,4%)     |
| Хиспаноамериканци | 61 (1,6%)     | 133 (3,1%)    |
| Укупно            | 3.705         | 4.348         |